# Aechmea fulgens
Espèce
Classification phylogénétique
Aechmea fulgens est une espèce de plantes de la famille des Bromeliaceae, endémique de la forêt atlantique (mata atlântica en portugais) au Brésil.

## Synonymes
- Aechmea discolor C.Morren[1] ;
- Lamprococcus fulgens (Brongn.) Beer[1].

## Distribution
L'espèce est endémique du nord-est du Brésil.